# 辻兵吉 (2代目)
2代 辻 兵吉（にだい つじ ひょうきち、旧姓・山内、1852年10月22日（嘉永5年9月10日） - 1926年（大正15年）4月26日）は、日本の実業家、秋田県多額納税者。秋田銀行、秋田貯蓄銀行各頭取。秋田農工銀行取締役。族籍は秋田県平民。

## 人物
出羽国雄勝郡（現・秋田県湯沢市）出身。山内三郎兵衛の五男。本間金之助の弟。辻兵吉の養子となった。1880年、家督を相続し、先代の名を襲名した。商業を営んだ。
貴族院多額納税者議員選挙の互選資格を有した。1925年6月1日現在の直接国税総額金は「14648円65銭」である。住所は秋田市大町。

## 家族・親族
辻家
- 養父・兵吉[4]
- 妻・エイ（1857年 - ?、養父・兵吉の長女）[4][6]
- 男・3代目兵吉（1875年 - 1951年、前名・良之助[4]、貴族院議員、秋田銀行頭取、秋田県多額納税者）
- 男・隆吉（1897年 - ?）[4][6]
- 養子・庫之助（1881年 - ?、三女・キヤウの夫、金子與吉郎の弟）[4]
  - 同妻・キヤウ（1885年 - ?）[4]
  - 同長男・芳太郎（1907年 - ?）[6]
- 四女・イヲ（1887年 - ?、山内三郎兵衛の妻）
- 四男・吟次郎（1891年 - ?、分家[6]、和洋酒並缶詰販売業）
- 孫[6]

親戚
- 2代目本間金之助（秋田県多額納税者、貴族院議員、秋田貯蓄銀行頭取）
- 山内三郎兵衛（秋田県多額納税者、京山合名会社理事）